# Port des Saints-Pères
Le port des Saints-Pères est une voie des 6e et 7e arrondissements de Paris, en France.

## Situation et accès
Le port des Saints-Pères est situé dans les 6e et 7e arrondissements de Paris. Il débute pont des Arts et se termine pont Royal.

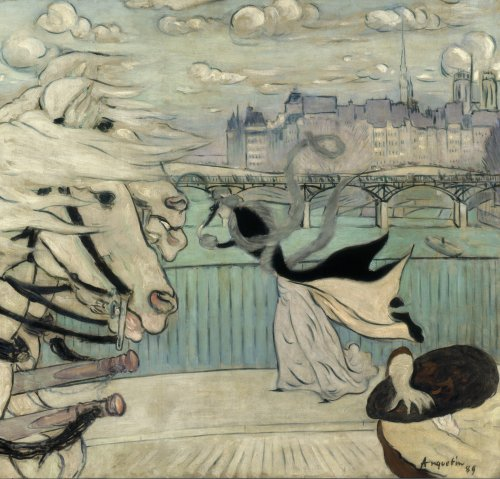
Louis Anquetin, Coup de vent sur le pont des Saints-Pères, 1889.

## Origine du nom
Il porte ce nom en raison du voisinage de la rue des Saints-Pères.

## Historique
Il est cité sous le nom de « port de Malacquest » dans un manuscrit de 1636.
Après avoir été appelé « port du Recueillage » puis « port Malaquais » il prend sa dénomination actuelle par un décret préfectoral du 18 juillet 1905.
Une section du port se nomme promenade Marceline-Loridan-Ivens depuis mai 2019, la personnalité ayant véu à proximité.

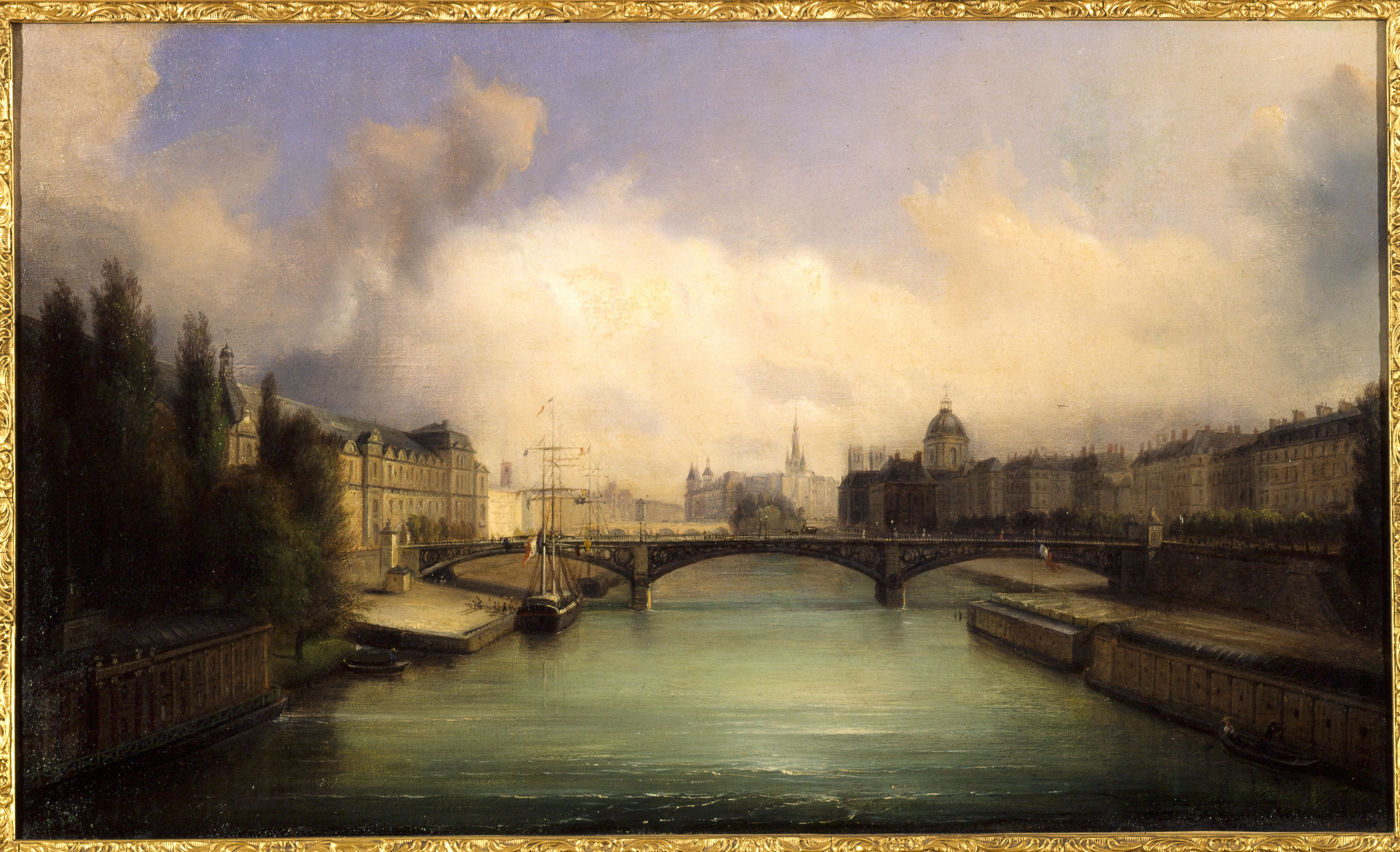
Le quai des Saints-Pères (à droite), en 1855. Paris vu du pont Royal (1855), François-Edmée Ricois (musée Carnavalet, Paris).